# Pisaura
Pisaura – rodzaj eurazjatyckich pająków z rodziny darownikowatych (Pisauridae).

## Gatunki
- Pisaura acoreensis Wunderlich, 1992 — Azory
- Pisaura anahitiformis Kishida, 1910 — Japonia
- Pisaura ancora Paik, 1969 — Rosja, Chiny, Korea
- Pisaura bicornis Zhang & Song, 1992 — Chiny, Japonia
- Pisaura bobbiliensis Reddy & Patel, 1993 — Indie
- Pisaura consocia O. P. Cambridge, 1872 — Izrael, Liban, Syria
- Pisaura decorata Patel & Reddy, 1990 — Indie
- Pisaura gitae Tikader, 1970 — Indie, Andamany
- Pisaura lama Bösenberg & Strand, 1906 — Rosja, Chiny, Korea, Japonia
- Pisaura mirabilis Clerck, 1757 – darownik przedziwny — Palearktyka
- Pisaura novicia L. Koch, 1878 — basen Morza Śródziemnego
- Pisaura orientalis Kulczyński, 1913 — basen Morza Śródziemnego
- Pisaura parangbusta Barrion & Litsinger, 1995 — Filipiny
- Pisaura podilensis Patel & Reddy, 1990 — Indie
- Pisaura putiana Barrion & Litsinger, 1995 — Filipiny
- Pisaura quadrilineata Lucas, 1838 — Wyspy Kanaryjskie, Madera
- Pisaura sublama Zhang, 2000 — Chiny
- Pisaura swamii Patel, 1987 — Indie